# Boubínský prales
Boubínský prales je národní přírodní rezervace 3,5 kilometru severovýchodně od obce Zátoň v okrese Prachatice, která byla vyhlášena již v roce 1858. Jedná se tedy o třetí nejstarší českou přírodní rezervaci, a to o rozloze 666,41 ha. Oblast leží v CHKO Šumava a spravuje ji Správa NP a CHKO Šumava. Důvodem ochrany je buko-smrkový porost s vtroušeným klenem, nacházející se v okolí 1362 metrů vysokého vrchu Boubín a tvořící jednu z nejvýznamnějších lesnických lokalit v Evropě.
Rezervace byla zřízena na popud lesníka Josefa Johna a během let se postupně rozrůstala z 47 ha na současných 685 ha. V průběhu let byla část pralesa poničena povětrnostními vlivy, narůstajícím turismem, kůrovcovou kalamitou i přemnoženou zvěří. Z toho důvodu byla jádrová část pralesa ohraničena plotem, který zamezuje vstupu turistů a zvěře a tím chrání mladou generaci stromků. Na území rezervace se nachází stromy staré 400 až 500 let, mezi nejznámější zástupce patřil Král smrků, jenž byl povalen sněhovou vichřicí v roce 1970. V průběhu času se mění zastoupení výskytu jednotlivých druhů stromu v rezervaci, k roku 2011 je na ústupu četnost smrku. Na území rezervace se v současnosti (k roku 2011) provádí částečná těžba a jen na některých lokalitách panuje bezzásahový režim. Rezervace patří mezi nejvíce navštěvovaná místa Šumavy, vede skrz ni naučná stezka a několik turistických tras směřujících k rozhledně na vrchu Boubín.
Východně od rezervace Boubínský prales se nachází přírodní rezervace Milešický prales. Jihozápadně od rezervace se nachází přírodní památka Jilmová skála s výskytem přirozených lesních porostů.

## Poloha
Území národní přírodní rezervace leží na strmém jihovýchodním úbočí hory Boubín a Pažení v nadmořské výšce mezi 920 a 1110 metry. Přesněji se rozkládá v oblasti vytyčené 1362 metrů vysokým vrchem Boubín, dále hranice pokračuje přes Boubínský hřbet (1269 m), Basumský hřeben (1290 m) až k jihozápadnímu okraji kolem vrchu Pažení (1281 m). Hlavní část území se nachází v okolí Kaplického potoka včetně jeho přítoků, které pramení na jižní straně pod Srním vrchem (1296 m). Součástí povodí potoka je i uměle vybudovaná vodní nádrž, tzv. Boubínské jezírko, z roku 1836, jež dříve sloužilo k plavení dřeva. Na východě probíhá hranice rezervace přibližně 600 metrů pod vrchem Větřín (1163 m). Celkově má souvisle zalesněná oblast v okolí národní přírodní rezervace Boubín téměř 7500 ha.
Oblast národní přírodní rezervace se rozkládá v katastrálním území obcí Včelná pod Boubínem (část obce Buk) a Horní Vltavice, a ačkoliv neleží v území národního parku Šumava, patří do CHKO Šumava.

## Historie

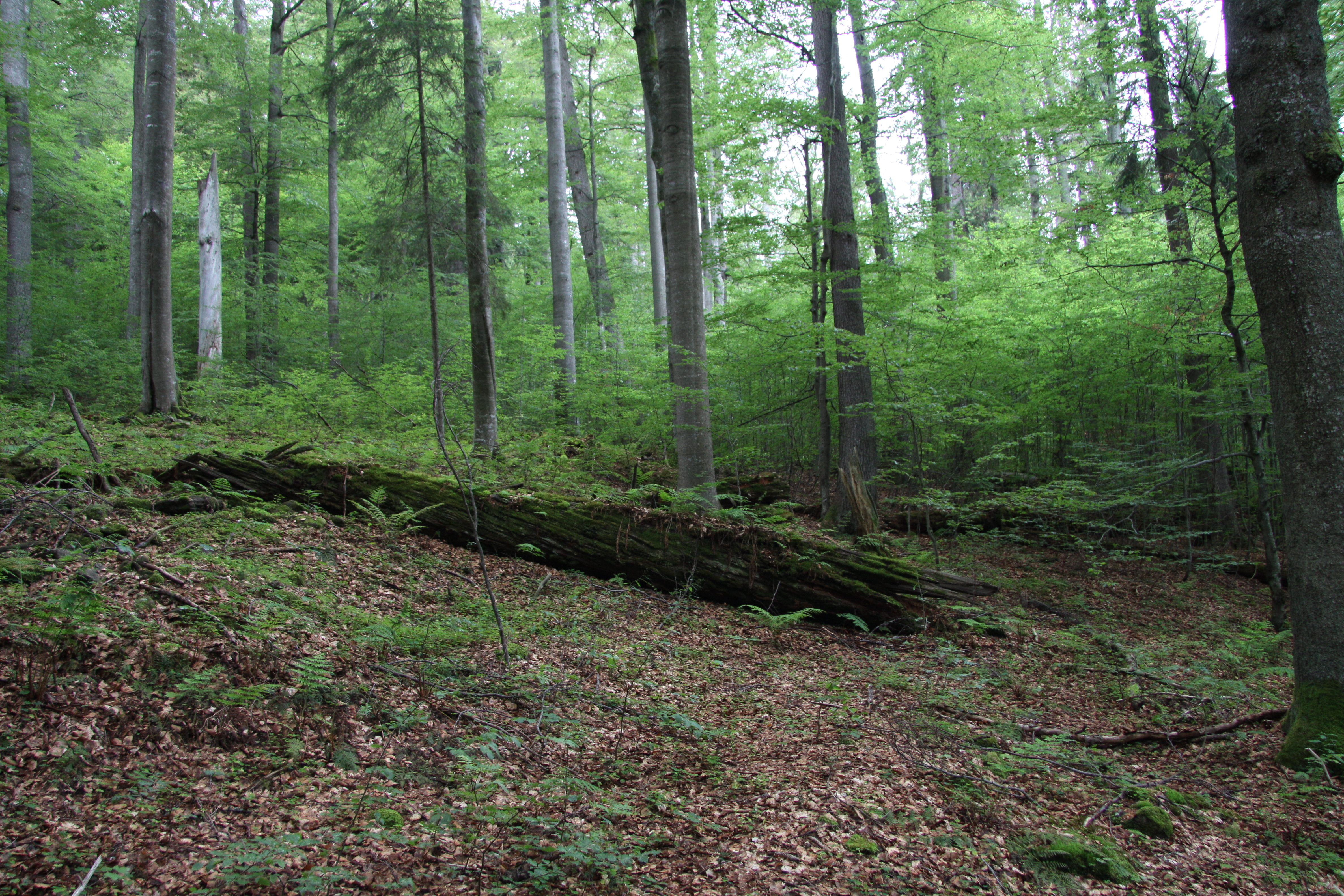
Pohled na jádrovou oblast pralesa z NS Boubínský prales

Stáří lesa se odhaduje na 12 000 let, kdy skončila poslední doba ledová. Boubínský prales byl chráněným územím vyhlášen v roce 1858 a je třetí nejstarší českou přírodní rezervací (po Žofínském pralesu a Hojné vodě). Hlavní zásluhu na jeho ochraně měl Josef John – tehdejší lesmistr vimperských lesů schwarzenberského panství. Po souhlasu majitele (knížete Jana ze Schwarzenberku) začal od roku 1847 provádět výzkumné práce do té doby nedotčených lokalit a vyznačil osm výzkumných oblastí, ve kterých se nacházel nejzachovalejší les. Každá tato lokalita měla výměru 1 dolnorakouského jitra (přibližně 0,5755 ha). K této aktivitě ho vedla snaha o pochopení přírodních procesů, do kterých nezasahoval člověk, aby se dalo provozovat trvale udržitelné lesní hospodářství. Pro podporu svého snažení 2. září 1849 pomohl společně s Českou lesnickou jednotou zorganizovat první vědeckou expedici. Původní plocha pralesa měla tehdy 144 ha, ale později došlo k rozšíření ochranného pásma okolo pralesa. Silná bouře v roce 1870 s následnou obavou z kůrovcové kalamity šířící se i do okolních lesů vedla k masivní těžbě i uvnitř rezervace, která následně silně poškodila velkou část pralesa, nedotčeno zůstalo jen přibližně 47 ha. V tomto roce byla z rezervace vyčleněna oblast lesa nad Lukenskou cestou, který byl později opět do rezervace začleněn.

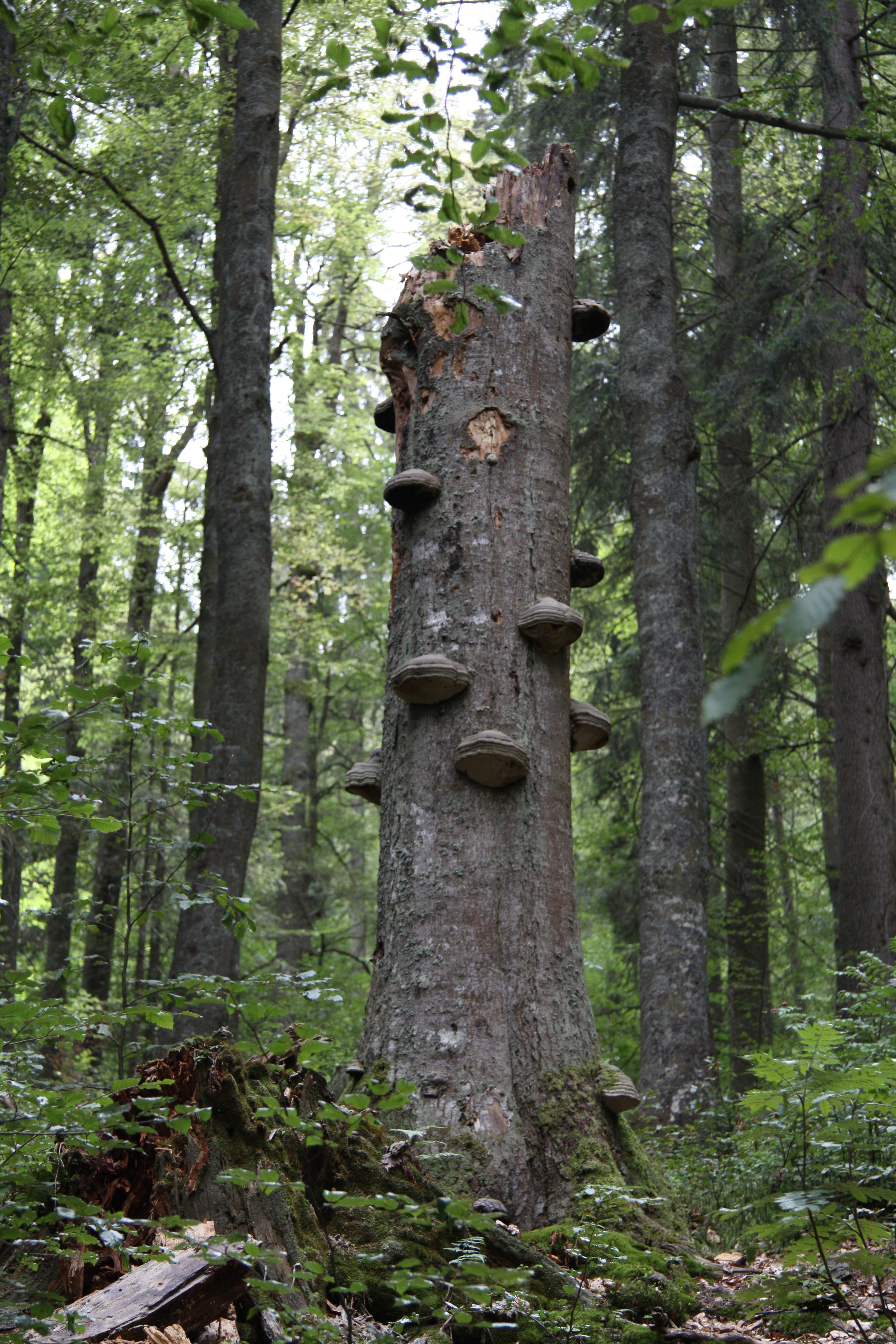
Různé druhy hub potřebují ke svému růstu odumřelé stromy s hnijícím dřevem, které v hospodářském lese nejsou. Polomený strom s troudnatcem kopytovitým na území rezervace

Na částech území pralesa se dochoval původní porost i přes to, že se v dnešní obci Kubova Huť nacházela sklárna, jež potřebovala pro svůj provoz palivové dřevo. Naštěstí pro Boubínský prales byl dostatek dřeva v okolí hutě a tudíž těžko přístupné části nebyly vymýceny. Taktéž další těžba dřeva zde neprobíhala a to i přes to, že poblíž byl postaven mezi lety 1789 až 1822 Schwarzenberský kanál schopný plavit dřevo jak do Prahy, tak i do Vídně. Přes území Boubínského pralesa vedla dvojice pašeráckých stezek, pomocí kterých se pašovala sůl, střelný prach, dobytek, obilí či droga Brizil.
V roce 1933 převzal boubínské lesy stát a potvrdil ochranu pralesa vyhlášením Státní přírodní rezervace Boubínský prales. Následně v roce 1958 došlo k opětovnému rozšíření území pralesa na 666 ha.
V minulosti býval prales silně navštěvovaným místem, zejména jeho nejstarší část u Kaplického potoka. V době, kdy bylo provedeno nové vyhlášení SPR Boubínský prales (1958), procházelo po trase k Boubínskému jezírku a ke Králi smrků více než sto tisíc návštěvníků ročně. To se také odrazilo na okolní přírodě. V rámci tohoto rozšíření bylo k dnešní historické jádrové oblasti rezervace jako ochranné pásmo přičleněny okolní lesy, na kterých do tohoto roku probíhalo obhospodařování. V roce 1963 bylo jádro Boubínského pralesa (o rozloze 47 ha) oploceno a návštěvnost omezena na určitou trasu za doprovodu průvodce, v roce 1979 pak bylo toto jádro pro veřejnost zcela uzavřeno. V roce 1992 byla dříve obhospodařované přilehlé lesy, přiřazené roku 1958 jako ochranné pásmo, začleněny přímo do pralesa a obě skupiny lesa od té doby spadají pod stejný režim ochrany jako jádrový prales. Znovuvyhlášení Boubínského pralesa proběhlo v roce 2009, kdy rezervace měla celkovou výměru 685,7963 ha. Šlo o formální vyhlášení již existující rezervace z důvodů nedostatků do té doby platného zřizovacího předpisu.
18. ledna 2007 byly vrcholové partie v okolí vrchu Boubín poničeny orkánem Kyrill a následně o rok později i vichřicí Ema. Obě události umožnily zvýšený výskyt lýkožrouta smrkového v místech polomů. Dle monitoringu NP Šumava se tyto události ale nepodepsaly na změně druhové skladby lesa.

## Přírodní poměry
Oblast rezervace se rozkládá na kopcích tvořených rulami a nebulity, svory a hrubozrnnými žulami. Z moldanubika sem zasahují jednotvárné série pararul. Nicméně samotné horniny na povrch vystupují jen zřídka, zejména ve hřbetní části Pažení a na vrcholu Boubína, kde mají formu tor (osamělých skalek) nebo mrazových srubů. V údolí Kaplického potoka a na přilehlých svazích se vyskytují zvětralinové pláště štěrkovitých a hlinitých sutích s místními nahromaděními jílovitých sedimentů. Převažující půdní typ v lokalitě jsou podzolové půdy.

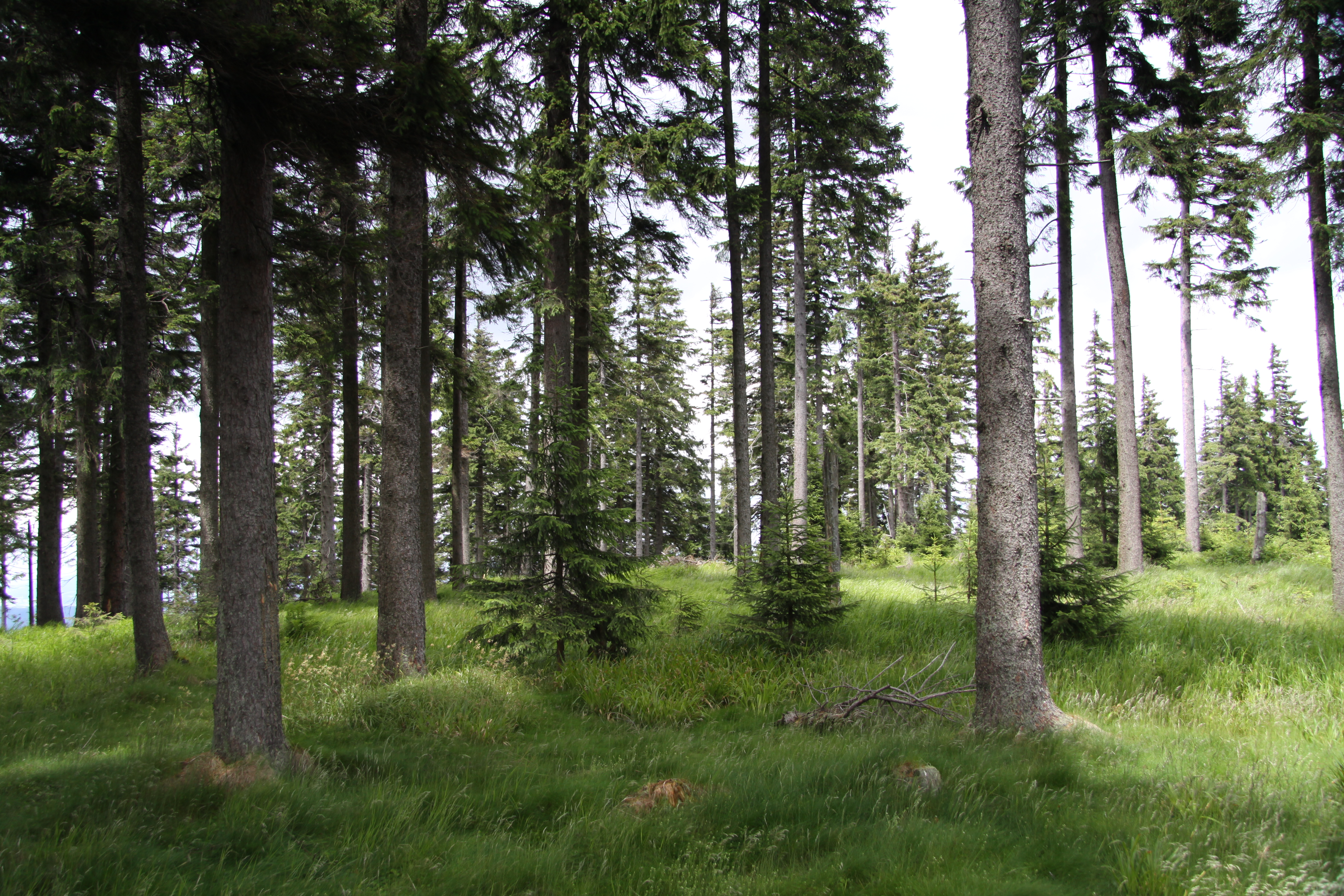
Vzrostlé smrky ve vrcholové partii s travním patrem

Jádrová oblast historického Boubínského pralesa se rozkládá na území 46,67 ha, což odpovídá přibližně 7 % celkové rozlohy rezervace. V této oblasti je zakázána jakákoliv těžba a oblast slouží pouze pro výzkumné účely, bezzásahovost se zde uplatňuje přes 150 let. Prales se po ohrazení sám velice dobře zmlazuje (převážně bukem) a dosahuje vysoké hustoty mladých stromků na hektar – až 15 460 mladých stromků / ha (přičemž vzrostlých stromů na stejném území je 250 až 300). Přirozeně probíhá postupná změna skladby druhů na lokalitě. Zmlazování buků se před 30 lety odehrávalo převážně v jižní části rezervace a nyní se rozšiřuje i do severních oblastí. Mimo jádrovou oblast převažují kulturní smrkové porosty vzniklé po kalamitách v 19. století, ale přibližně na 10 % plochy stojí starší přeživší smrky.
Rezervace se rozkládá na rozsáhlém území s vysokým výškovým převýšením, což vede k výskytu různých vegetačních jednotek. Jsou jimi: květnaté bučiny (Fagion), acidofilní horské bučiny (Luzulo-Fagion) a klimaxové smrčiny (Piceion excelsae). Z plošného hlediska převažují v rezervaci acidofilní třtinové smrkové bučiny nad 1050 m n. m., v nižších polohách se nachází květnaté kyčelnicové bučiny.

### Flóra

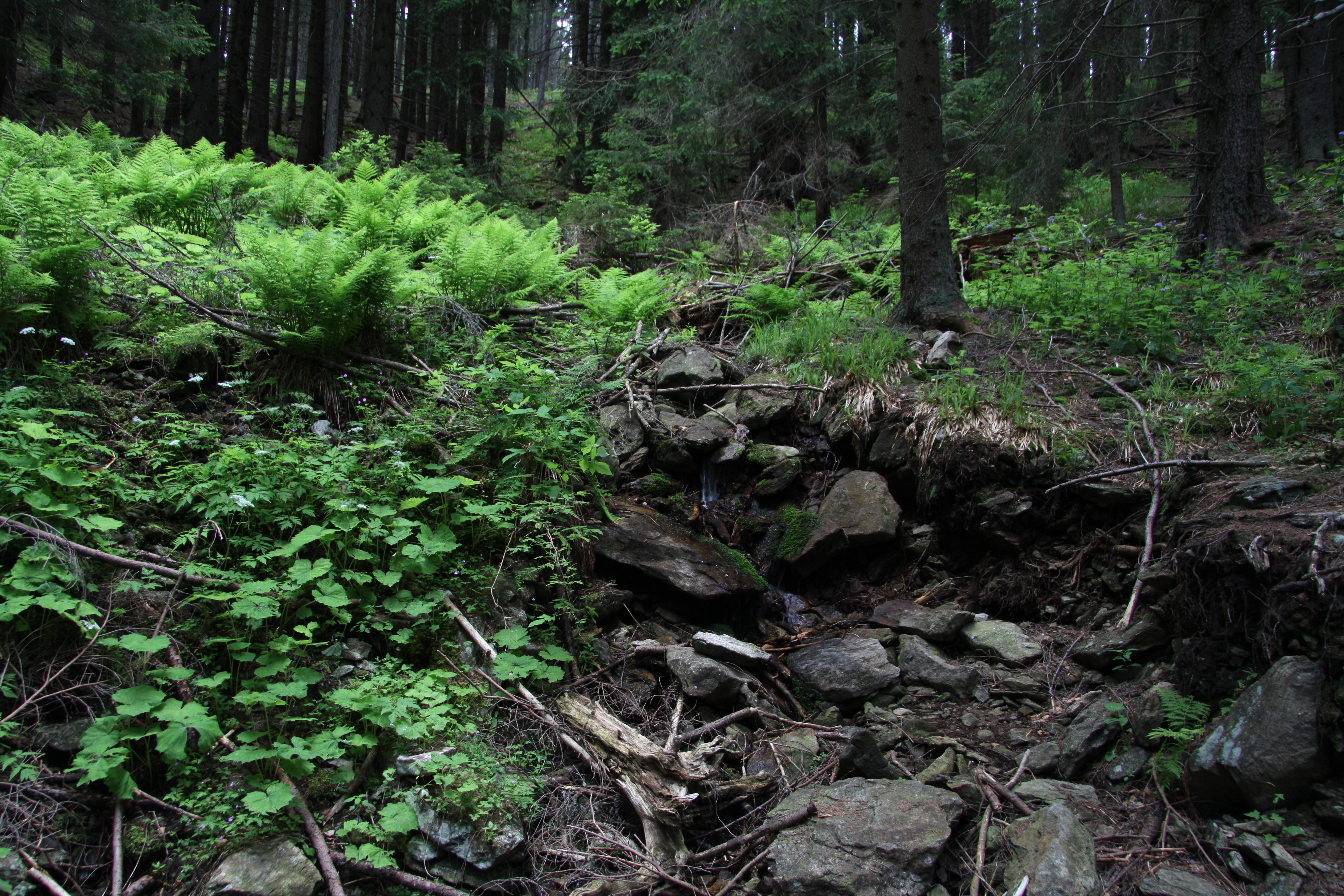
Kapradiny a částečně obnažené podložní horniny

Vlivem sloučení jádrové oblasti pralesa a ochranného pásma z roku 1992 se stalo, že se ochrany dočkaly i nepůvodní lesy uměle vysazené člověkem, místy založené na nepůvodních druzích stromů. Porost tvoří zejména smrky a buky ale také jedle, jilm a klen, ze kterých některé stromy dosahují stáří až 400 let. V jádrové oblasti rezervace v současnosti dorůstá pod smrky a jedlemi množství buků, které do několika desetiletí vytvoří souvislé stromové patro. Současně rozšiřováním buků dochází k pozvolnému klesání zastoupení smrků v rezervaci a tento pokles bude trvat i nadále. Taktéž jedle, před 30 lety považovaná za vymírající druh, se zde začíná obrozovat. K roku 2011 je tak podíl živých stromů s průměrem nad 10 cm následující: smrk je zastoupen 54 % a odhady předpokládají, že jeho zastoupení může klesnout až ke 30 %, což odpovídá zastoupení smrku v 19. století. Dále následuje buk s 25,6 % a jedle a klen shodně po 2,3 %. V současnosti se odhaduje, že živé stromy jsou zastoupeny 74 % a mrtvé stromy 26 %.
Raritou Boubínského pralesa byl Král smrků. Dosáhl stáří 440 let, výšky 57 m a průměru kolem 160 cm. Byl zničen při sněhové vichřici, která oblast postihla 4. prosince 1970. Věk kolem 400 let však mají také další rozložité stromy v Boubínském pralese. Padlé stromy se nechávají ležet a kolem nich vyrůstá další nový porost. Padlé stromy přispívají ke vzniku tzv. chůdových kořenů, které vznikají v době růstu nových stromů nad kmeny padlých.
V bylinném patře, které je druhově bohaté, se vyskytují z chráněných rostlin například mléčivec alpský (Cicerbita alpina), vraní oko čtyřlisté (Paris quadrifolia), kokořík přeslenatý (Polygonatum verticillatum) a plavuň pučivá (Lycopodium annotinum). Dále pak čarovník prostřední (Circaea × intermedia Ehrh.), pitulník horský (Galeobdolon montanum), kyčelnice devítilistá (Dentaria enneaphyllos), kyčelnice cibulkonosná (Dentaria bulbifera), samorostlík klasnatý (Actaea spicata) a bukovník kapraďovitý (Gymnocarpium dryopteris) a suťové lokality obývá vranec jedlový (Huperzia selago). Keřové patro dále například obsahuje zimolez černý (Lonicera nigra) či lýkovec jedovatý (Daphne mezereum). Před několika lety byly v oblasti znovunalezeny orchideje sklenobýl bezlistý (Epipogium aphyllum) a korálice trojklaná (Corallorhiza trifida) a kapradina vratička mnohoklanná (Botrychium multifidum), dříve považovaná za vyhynulou.
Neodklízení mrtvých stromů a vysoká vzdušná vlhkost vede k výskytu řady mechorostů, jako je např. pařezovec křivolistý (Nowellia curvifolia), křepenka řetízková (Cephalozia catenulata), kryjnice švédská (Calypogeia suecica) a stěkovec prstnatý (Riccardia palmata) a křižítka vystoupavá (Lophozia ascendens).

### Mykoflóra

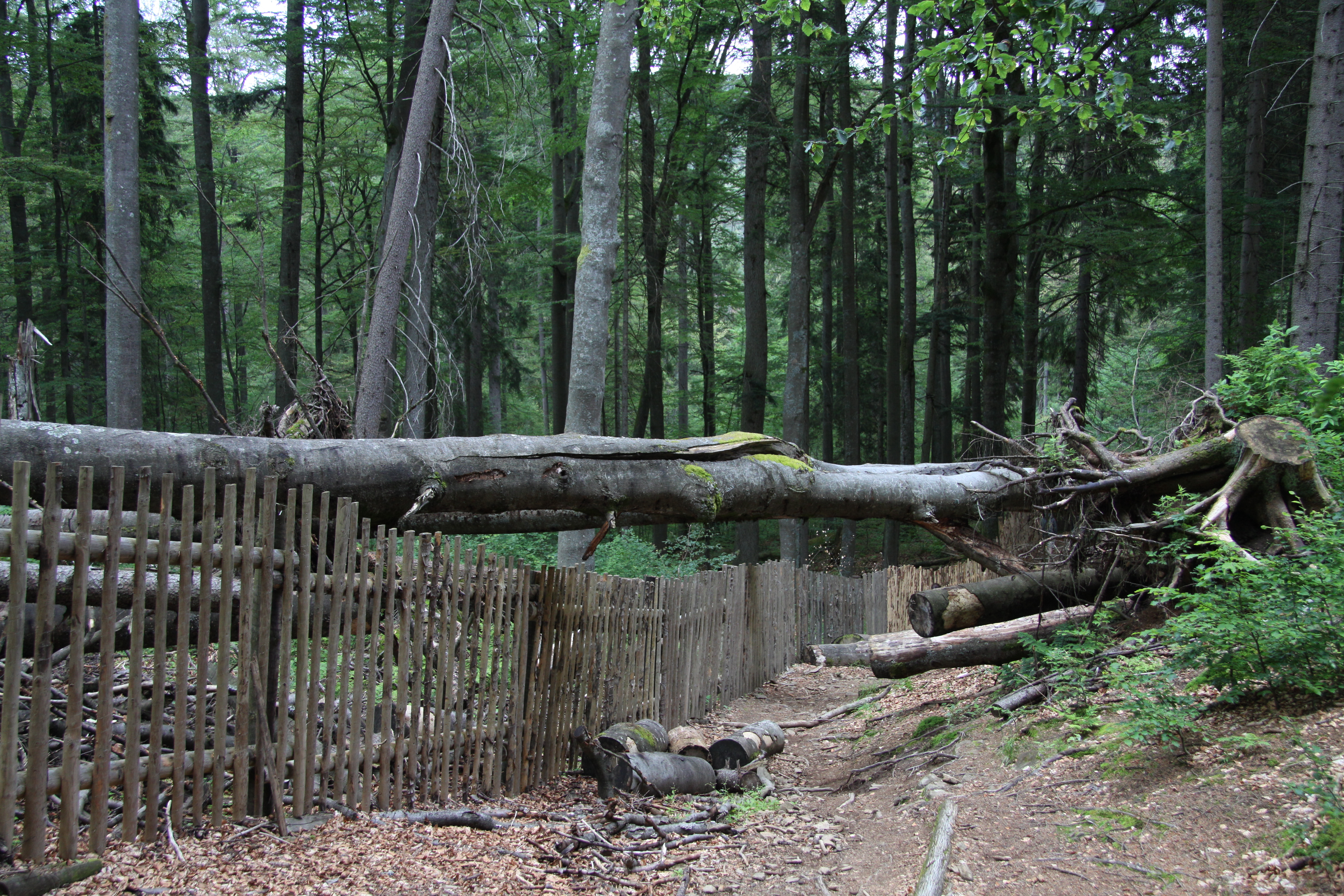
Popadané stromy se na území rezervace nechávají volně ležet

Taktéž z mykologického hlediska je rezervace velice bohatá. Vyskytují se zde například ohňovec rezavohnědý (Phellinus ferrugineofuscus), ucháčovec šumavský (Pseudorhizina sphaerospora), pevník brázditý (Laurilia sulcata), pórnatka kořínkatá (Junghuhnia fimbriatella) a ohňovec ohraničený (Phellinus nigrolimitatus), dále se zde vyskytují i zákonem chráněné druhy jako bolinka černohnědá (Camarops tubulina), mozkovka rosolovitá (Ascotremella faginea), modralka laponská (Amylocystis lapponicus) či ušíčko jedlové (Pseudoplectania vogesiaca) a vzácné druhy Červeného seznamu hub (makromycetů) České republiky, jako je helmovka sazová (Hydropus atramentosus), ohňovec Pouzarův (Phellinidium pouzarii) nebo ježatec různozubý (Hericium cirrhatum).

### Fauna
Na vrcholových partiích rezervace bylo v roce 2004 pozorováno 311 druhů bezobratlých, z čehož 6 druhů spadá do sekce zvláště chráněných a 24 druhů do Červených seznamů ohrožených druhů České republiky. Jsou to například někteří zástupci kořenonožců, žížala druhu Lumbricus baicalensis a zástupci měkkýšů jako boděnka malinká (Punctum pygmaeum), skelnička zjizvená (Vitrea subrimata), síměnka trojzubá (Carychium tridentatum), sítovka blyštivá (Aegopinella nitens) a kuželík drobný (Euconulus fulvus). Z ptáků se zde vyskytuje řada zvláště chráněných druhů, jakými jsou např. strakapoud bělohřbetý (Dendrocopos leucotos), puštík bělavý (Strix uralensis) a jeřábek lesní (Bonasa bonasia). K dutinových hnízdičům patří kromě již výše zmiňovaného strakapouda bělohřbetého například žluna šedá (Picus canus), datel černý (Dryocopus martius), strakapoud velký (Dendrocopos major), datlík tříprstý (Picoides tridactylus), holub doupňák (Columba oenas) nebo lejsek malý (Ficedula parva). Ze sov zde hnízdí výše zmíněný puštík bělavý (Strix uralensis), sýc rousný (Aegolius funereus) a kulíšek nejmenší (Glaucidium passerinum).
Před výraznějšími zásahy člověka na území Šumavy žili větší predátoři – medvědi, vlci a rysi, kteří dokázali redukovat populaci divoké zvěře (srnců, jelenů, daňků a dalších). Vlivem jejich vyhubení došlo k rozvrácení ekologických vztahů, vedoucímu ke zvýšení četnosti spárkaté zvěře (dle odhadů až desetinásobně nad úroveň, co dokáže prales uživit). Toto přemnožení má za následek decimaci nižšího stromového patra, protože zvěř okusuje, a tím poškozuje mladé stromky, především jedli bělokorou (Abies alba) a javor klen (Acer pseudoplatanus). Z důvodu ochrany před zvěří a i turisty byl kolem nejcennější části pralesa vystavěn plot, který je nicméně na několika místech poškozen a tedy průchozí. Jako další obranný mechanismus v 80. letech 20. století v oblasti proběhla reintrodukce rysa ostrovida, který se od té doby v oblasti úspěšně množí. Z 90. let 20. století pochází i zpráva o pozorování vlka na území pralesa. Z dalších savců se zde vyskytuje rejsek horský (Sorex alpinus), rejsec vodní (Neomys fodiens), rejsec černý (Neomys anomalus) a plšík lískový (Muscardinus avellanarius).

## Hospodaření

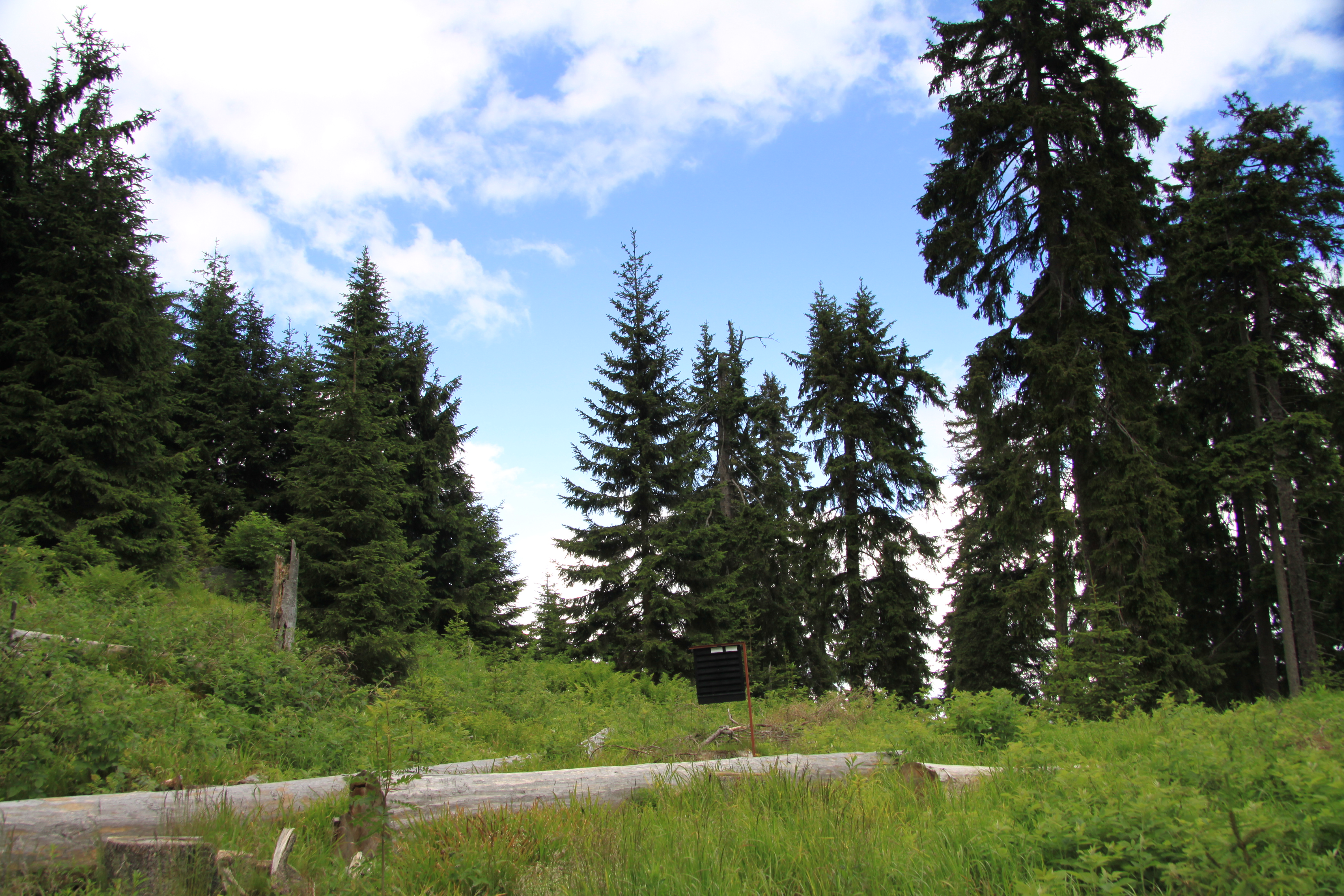
Lapače na lýkožrouta a poražené stromy v oblasti rezervace

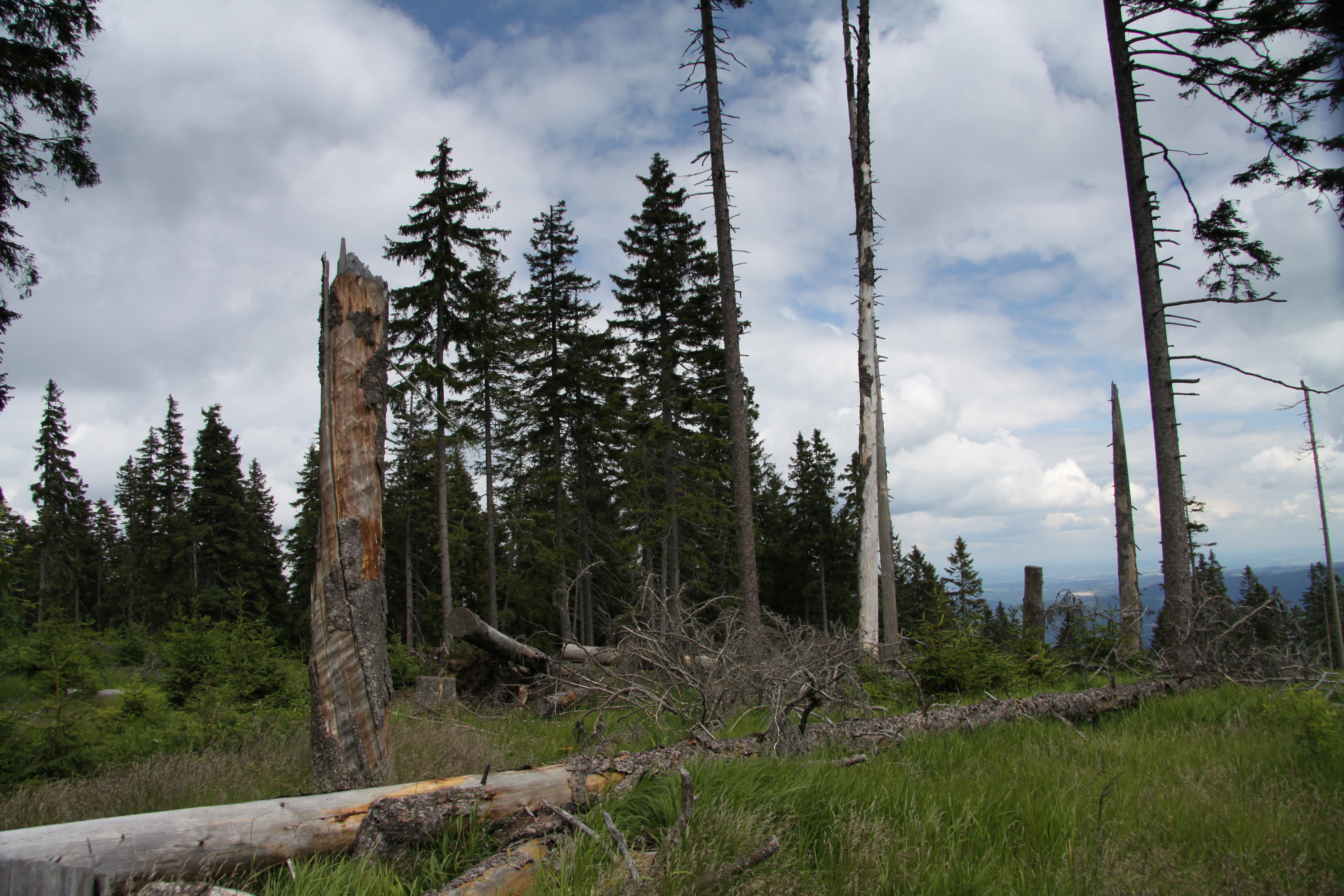
Vrcholová partie s polomy po orkánu Kyrill v roce 2007 s postupně dorůstajícími stromy

Na území rezervace probíhá lesní hospodaření dle schváleného lesního hospodářského plánu pro roky 2005 až 2014, který vychází z plánu péče o tuto lokalitu. Na jeho základě byla část rezervace přiřazena do tzv. bezzásahové zóny (jedná se o fragmenty pralesovitého lesa). Je umožněno prosvětlovat některé lokality se souvislým stejně starým smrkovým porostem ve snaze rozčlenit stáří porostu a vytvořit různé lesní ekosystémy a určení ploch, které budou osázeny původními sazenicemi buků, jedlí či smrku. V lokalitě je taktéž dle tohoto plánu ponechávána veškerá popadaná sušina vyjma míst, kde by mohlo hrozit nebezpečí pro návštěvníky rezervace. Jakékoliv zásahy proti případným škůdcům jsou přísně zakázané a o jejich povolení rozhoduje Správa národního parku a CHKO Šumavy v rozsahu a na základě dokumentu z roku 2005. Tento dokument mimo jiné stanovil, že jakékoliv těžební zákroky na území rezervace a přilehlých lokalitách jsou zakázány vyjma některých vymezených ploch pro potřeby lesnického provozu.
Mezi bezzásahové zóny patří oblast jádrového pralesa, dále porosty nad lesní cestou Lukenská, zbytky pralesa v porostu u lesní cesty Kytýrka, porosty ve východní části kolem vrcholku Boubína a pozemky kolem Knížecí cesty v oblasti mezi potokem a oploceným pralesem. Celkově jde o 58,63 ha, což odpovídá přibližně 8,8 % rozlohy rezervace.
Z důvodu nemožnosti přibližovat z některých povolených těžařských lokalit poražené dřevo je toto dřevo na místě ponecháváno, načež je každoročně ministerstvem životního prostředí hrazena plná výše vzniklé škody. Většina území rezervace vyjma jádrové oblasti pralesa (46,67 ha) byla v historii do různé míry hospodářsky využívána a obhospodařována, a proto se v těchto oblastech nedá hovořit o původním pralesu. Přibližně 77,1 % rezervace je tedy nepůvodní les vzniklý obhospodařováním člověka, což se projevuje převážně monokulturou smrku ztepilého stejného věku.
Ve snaze monitorovat situaci výskytu lýkožrouta smrkového je od roku 2010 na území rezervace a v jejím blízkém okolí umístěno 24 trvalých monitorovacích stanic. Stanice pokrývají území o rozloze přibližně 80 ha původního pralesa. Předchozí monitorovací projekt probíhal v 50. až 70. letech 20. století.

### Těžba

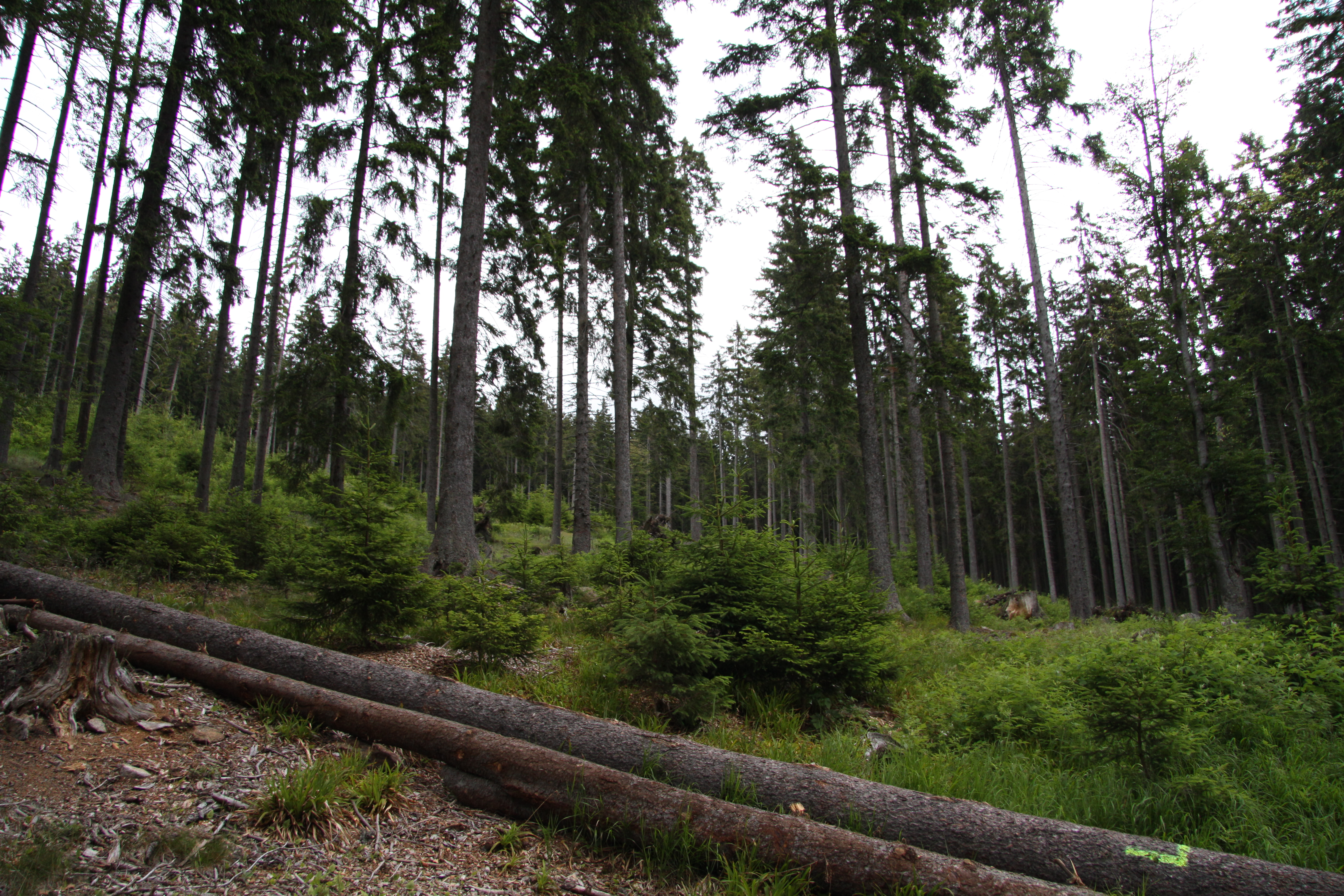
Poražené kmeny a částečná mýtina

Mezi lety 2005 až 2014 se na území rezervace plánuje úmyslně vytěžit 9759 m3 dřeva, z čehož by 5523 m3 mělo být vytěženo na ploše o výměře 243,74 ha. Dále se plánují zásahy v rámci tzv. výchovné těžby na stromech mladších 40 let, a to na celkové ploše 22,63 ha. Tyto zásahy by měly přispět k obnovení původní druhové a prostorově skladbě lesa. U staršího lesa se předpokládá, že dojde k celkové těžbě 4236 m3 dřeva, aby se dosáhlo vzniku mýtin. Tato aktivita je spojena s dřívější výsadbou na ploše přibližně 12 ha původními druhy získanými z vrcholových partií Boubína. Těžba by měla umožnit vysázeným stromkům snazší růst vlivem zvýšení příjmu světla a tepla.
Dřívější těžební zásahy po kalamitních situacích přispívají k poškozování rezervace, jelikož se do oblasti rozšiřují holiny v oblasti hřbetu Pažení a taktéž odlesněná plocha na severní části vrcholu Boubín vzniklá výsledkem těžby kůrovcem napadeného lesa.

## Turismus
Oblast rezervace patří k nejnavštěvovanějším částem oblasti Šumavy. Odhaduje se, že oblast v okolí Boubína navštíví ročně okolo 100 tisíc turistů, z čehož 30 % připadá na cizince. Množství turistů každoročně narůstá.

### Přístupové cesty

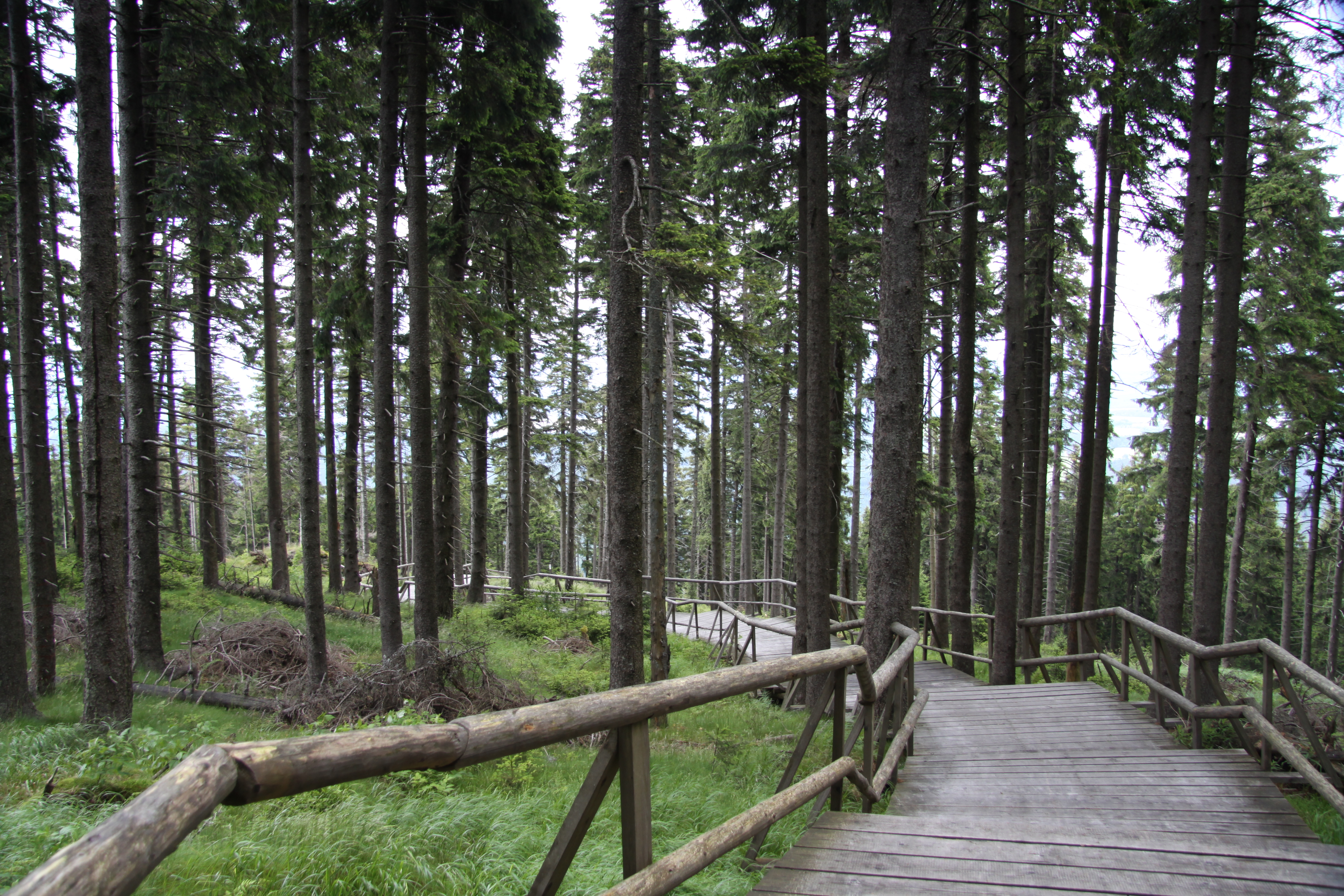
Dřevěný chodník pro snížení eroze vedoucí k rozhledně z Kubovy Hutě

Oblast rezervace je navštěvována z oblasti Kubovy Hutě nebo od obce Zátoň. Od Kubovy Hutě vede modře značená turistická trasa vedoucí přes Basumské louky, hřbet Srní hlava, vrchol Boubín s rozhlednou, na křižovatku Na Křížkách, Naučnou stezku Boubínský prales, Boubínské jezírko a Amortovku, kde oblast rezervace opouští a míří do obce Zátoň. U obce Zátoň je na severní straně Boubínské NPR železniční zastávka (Zátoň - Boubín), od které vede zelená turistická značka k placenému parkovišti pod Boubínem, pokračuje kolem Informačního střediska Idina Pila k Boubínskému jezírku s Naučnou stezkou Boubínský prales.

### Naučná stezka
Naučná stezka má necelé čtyři kilometry a nachází na ní celkem osm zastávkových míst. Začíná u Boubínského jezírka, pak vede po vyznačených cestách. Jedno ze stanovišť návštěvníky zavede k pozůstatkům už zmíněného Krále smrků. Stezka dále pokračuje po Lubencké cestě. Jednotlivá zastávková místa informují o květeně a dřevinách pralesa i celé Šumavy, o ptactvu i zvířatech, která tu žijí. Je možné procházet i dalším územím Boubína – například z Kubovy Hutě vede modrá turistická značka k Johnovu kameni, který nese jméno iniciátora založení rezervace. Kolem Boubínského jezírka je značena trasa do Zátoně, kde je mj. železniční stanice. V Idině Pile je informační středisko, kde lze získat informace o Boubínském pralesu.

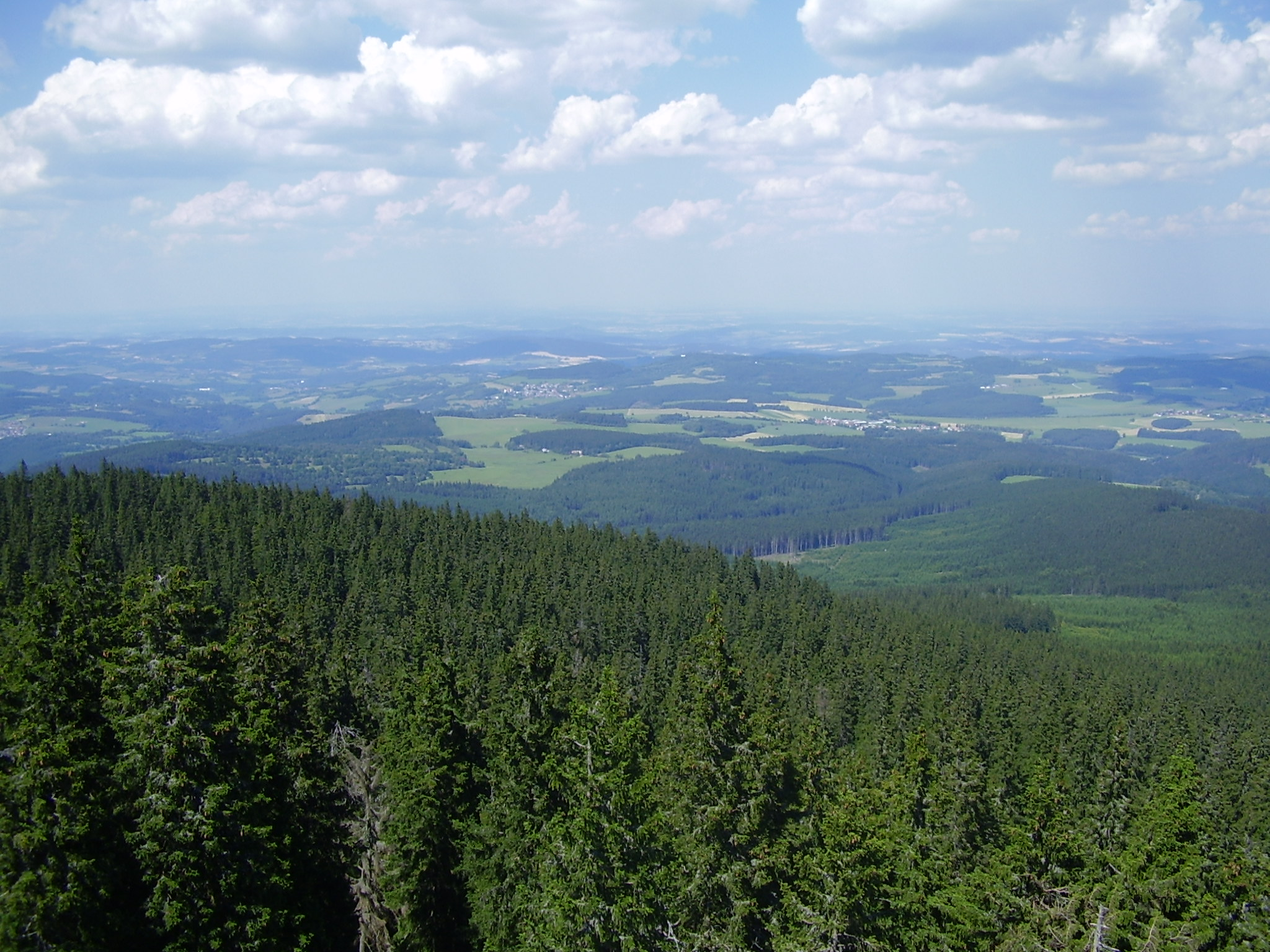
Pohled z vrcholku rozhledny severním směrem

Budování cest a naučných stezek má ale i negativní dopad na stabilitu lesa, jelikož tyto zásahy vedou k nepřirozenému řídnutí lesa a tedy ke snazším polomům stromů a tak i kůrovcové kalamitě. Zvýšené množství turistů taktéž způsobuje zhutňování půdních profilů a ke znečišťování lokality různým druhem odpadů a exkrementů.

#### Uzavření v roce 2022
Dne 14. dubna 2022 uzavřely Lesy ČR vstup na Naučnou stezku Boubínský prales, která obkružuje nepřístupné jádro Boubínského pralesa, kvůli riziku pádu suchých stromů odumřelých po kůrovcové kalamitě v roce 2019. V létě 2022 navrhla lesní správa alespoň zlomení nebezpečných souší, ale národní park této žádosti nevyhověl. Varianta vstupu návštěvníků na vlastní nebezpečí byla také odmítnuta, takže jedinou zbývající možností je vybudování nové turistické trasy mimo dosah nebezpečných souší s omezeným přístupem k jezírku i jádru pralesa.

### Rozhledna
Na vrcholku kopce Boubín se nachází nejvýše položená dřevěná rozhledna v Česku o výšce 21 metrů, jejíž stavba byla započata v roce 2004 a o rok později v roce 2005 dokončena. Před výstavbou rozhledny se zde do poloviny 70. let 20. století nacházela dřevěná vojenská pozorovatelna. Vedle rozhledny se nachází malý kamenný obelisk s nápisem „Kardinal Fürst von Schwarzenberg, 3. 8. 1867“, který vznikl jako vzpomínka na návštěvu pražského arcibiskupa na tomto místě. Dle studie z roku 2004 vede existence rozhledny a přístupu davů turistů do lokality ke škodám na chráněném území. Od roku 2021 probíhá sbírka na stavbu nové rozhledny, protože současná je na konci své životnosti.